# Mount Morgan (Inyo County, Kalifornien)
Der Mount Morgan ist ein 4192 m hoher Berg in der Sierra Nevada im Bundesstaat Kalifornien der Vereinigten Staaten. Er liegt im Inyo County in der John Muir Wilderness im Inyo National Forest.

## Umgebung
Im Nordwesten liegt das Little Lakes Valley mit verschiedenen Seen, die vom Rock Creek durchflossen werden. Im Südosten schließt sich hinter einem weiteren Bergkamm ein Randtal der Sierra Nevada an, in dem der kleine Ort Scheelite liegt. Gipfel in der Umgebung sind der Mount Starr im Nordwesten, der Broken Finger Peak im Osten und der Bear Creek Spire, Mount Dade, Mount Abbot und Mount Mills im Südwesten. Die Dominanz beträgt etwa 15,86 km, der Berg ist also die höchste Erhebung im Umkreis von 15,86 km. Er wird überragt von dem südsüdöstlich liegenden Mount Humphreys.